# Mediación de Lavalle

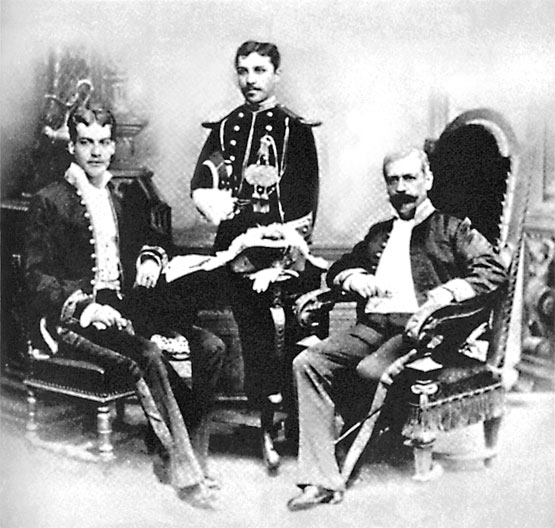
Miembros de la misión diplomática peruana que viajó a Chile para mediar en el conflicto chileno-boliviano. De izquierda a derecha Secretario Javier Melecio Casós, de pie el agregado militar Hernando de Lavalle; y el ministro plenipotenciario José Antonio de Lavalle.

La Mediación de Lavalle fueron negociaciones realizadas en Santiago de Chile entre el 5 de marzo y el 5 de abril de 1879 por el diplomático y político José Antonio de Lavalle en representación del gobierno de Perú para encontrar una solución al conflicto creado entre Bolivia y Chile por el impuesto de los diez centavos a la Compañía de Salitres y Ferrocarriles de Antofagasta (CSFA). El término de la mediación fue el inicio de la Guerra del Pacífico.
Lavalle era un conspicuo representante de la clase política peruana, literato, con años experiencia diplomática y política como embajador, diputado y senador. También en Chile era conocido y durante su corta estadía se entrevistó con los protagonistas más importantes de la sociedad. Agudo observador, Lavalle dejó narradas sus experiencias en un opúsculo "Mi Misión en Chile en 1879" en que expone los principales hechos acaecidos y sus juicios sobre ellos.
El impuesto, causa aparente del conflicto, creado el 14 de febrero de 1878, fue considerado improcedente por la empresa y por el gobierno de Chile, a pesar de lo cual el gobierno de Bolivia ordenó su cobro en diciembre. Cuando la CSFA se negó a pagar el impuesto, sus bienes fueron confiscados y puestos a remate. El 1 de febrero de 1879 sus licencias fueron anuladas. Tras el conocimiento de la anulación, el gobierno chileno declaró roto por Bolivia el tratado limítrofe de 1874 y ocupó militarmente el 14 de febrero la franja entre los paralelos 24°S y 23°S que había cedido a Bolivia a cambio de la exención de impuestos para sus nacionales en la franja.
Inicialmente la conversaciones giraron en torno a las condiciones a cumplir para el comienzo de la mediación y continuaron a pesar de la declaración de guerra de Bolivia a Chile. Sin embargo, a medida que se buscaban las razones del desacuerdo comenzaron a aparecer los verdaderos motivos del conflicto que involucraban a los tres países y también a Argentina. Cuando el gobierno de Perú hizo público que estaba ligado por un pacto secreto de defensa con Bolivia y que no faltaría a la palabra dada, las negociaciones terminaron y el 5 de abril Chile declaró la guerra a los aliados.

## Contexto
Los tres países, que después serían beligerantes en la Guerra del Pacífico, se encontraban a fines de la década en un período de decadencia económica, en parte originada en el Pánico de 1873 y la Gran Depresión (1873-1896), pero también por causas internas como gastos fiscales desmedidos, disminución de calidad y cantidad de los recursos naturales (guano, trigo y plata) o por la competencia de otros países. Aunque la causa aparente de la disputa era el impuesto de los diez centavos, los verdaderos motivos eran más complejos y de larga data.

### Intereses argentinos
Argentina pretendía una salida al Océano Pacífico y disputaba con Chile la soberanía sobre la Patagonia, el Estrecho de Magallanes y Tierra del Fuego. La región de Tarija, que durante la colonia había pertenecido a Argentina, tras la independencia solicitó su ingreso a Bolivia, y era disputada por ambas naciones. Aunque también era afectada por la crisis económica mundial, se encontraba en una fase de rápido crecimiento económico y esperaba en algunos años superar económica y militarmente a sus vecinos. Argentina y Chile firmaron en diciembre de 1878 el Tratado Fierro-Sarratea que postergó los pleitos en la Patagonia y el Estrecho. Argentina utilizó a los aliados para presionar a Chile y así lograr la consecución de sus objetivos, tal como lo hizo durante el Conflicto del Beagle.

### Intereses peruanos
Perú necesitaba financiar sus desmedidos gastos fiscales y pagar la deuda acumulada durante la Era del Guano; impedir una alianza entre Chile y Bolivia que podría significar para Perú la pérdida de Arica y Tarapacá a favor de Bolivia y Chile respectivamente; y por último volver a ocupar el rol de potencia rectora del Pacífico sur que había tenido en la colonia y tras la Guerra hispano-sudamericana.
Para la obtención de esos objetivos los gobiernos de Perú habían creado un Monopolio peruano del salitre que debía asegurarle cuantiosas recaudaciones fiscales a través de un control de los precios del guano y el salitre, los fertilizantes naturales de los cuales tenía casi un monopolio mundial. Para perfeccionarlo estatizó las empresas salitreras en Tarapacá, compró las licencias bolivianas de explotación de los depósitos salitreros del Toco (Bolivia) y presionó a la CSFA para que redujese su producción de salitre. Perú se había aliado militarmente con Bolivia en el Tratado de Alianza Defensiva (Perú-Bolivia), pero había fracasado en atraer a Argentina a la alianza, había perdido la supremacía naval, no lograba influir en forma determinante en la política exterior de Bolivia y no podía impedir que Chile atrajese a Bolivia con ofertas de territorios peruanos.
Cuando en diciembre de 1874 la fragata blindada Cochrane llegó a Valparaíso y dio a Chile supremacía naval sobre Argentina y Perú, ambos países no desearon comprometerse en una guerra por territorios ajenos.
Perú comprendió que su estrategia "para reducir a Chile al límite que quería sobrepasar"; no era factible, pero retirarse del tratado empujaría a Bolivia a una alianza con Chile, se pensó en Lima.: 25 

### Intereses bolivianos
Bolivia en la mitad del siglo xix tenía varios intereses en juego: necesitaba urgentemente recaudar impuestos para financiar sus gastos fiscales; asegurar su soberanía sobre la lejana región del Litoral (hoy Antofagasta); conseguir un puerto expedito para su comercio exterior dado que hacia los lejanos puertos en Antofagasta no existían caminos ni ferrocarriles. El puerto de Arica era cercano, pero Perú cobraba aranceles por el tránsito del comercio boliviano y/o exigía exención de impuestos para los productos peruanos en Bolivia. 
Por falta de capital e interés de sus empresarios, Bolivia había permitido un control económico y demográfico de Antofagasta por parte de la población chilena con el fin de construir una infraestructura en el Litoral. Debido a sus carencias económicas y a su atraso institucional, Bolivia no podía enfrentar militarmente a Chile en su disputa por la región de Antofagasta. 
Los intereses peruanos por un monopolio del salitre y de contrarrestar la influencia de Chile en la región coincidían con el objetivo boliviano de tener la soberanía efectiva sobre la zona salitrera de Antofagasta. También existían en Bolivia corrientes partidarias de una alianza con Chile que además de aportar dinero y trabajadores ofrecía, subrepticiamente, una salida al mar por Arica, más directa y con caminos, pero a costa de territorios peruanos.
Sus gobiernos buscaban ayuda a veces en Chile (Melgarejo), otras en Perú (Daza). Daza intentó expulsar la influencia chilena en la región y utilizar para ello el Tratado Secreto que unía a ambos aliados.

### Intereses chilenos
También Chile necesitaba aumentar la recaudación fiscal y veía con preocupación una alianza de sus tres países limítrofes que solo podía impedir atrayendo a Bolivia, el eslabón medio de la cadena, con la oferta de territorios peruanos o con una fuerza disuasiva convincente (adquisición de fragatas Cochrane y Blanco Encalada.)
Su estrategia económica era diferente a la de Perú y Bolivia, porque, gracias a su estabilidad política, lograba atraer el comercio en la costa del Pacífico sur. Valparaíso era el centro donde se transaba el salitre y desde donde se abastecía con sus productos a Tarapacá y Antofagasta. Los empresarios chilenos tenían inversiones en las salitreras peruanas y en Bolivia en las mineras de Huanchaca, Corocoro, CSFA, y Caracoles, en el Banco Nacional de Bolivia. Asimismo los trabajadores chilenos era fuerza laboral importante en la construcción de los ferrocarriles peruanos, en las salitreras y en los puertos de Perú.
La protección de los derechos de los chilenos en el exterior era una preocupación, pero el gobierno chileno no apoyaba las tendencias separatistas de algunos grupos de chilenos y otros extranjeros en Tarapacá. Durante la década de 1870 Chile tuvo graves problemas limítrofes con Argentina por la posesión de la Patagonia y el Estrecho de Magallanes. La relación entre ambos países mejoró en diciembre de 1878 con la firma del Tratado Fierro-Sarratea, que no solucionó los problemas pero al menos los postergó, permitiendo al gobierno de Chile concentrar sus esfuerzos en la solución del conflicto con Bolivia, que económicamente eran más importantes que la Patagonia, considerada en Chile como un desierto sin expectativas.

### Causas aparentes de la disputa
La CSFA explotaba el salitre en Antofagasta con licencias gubernamentales exentas de impuestos de exportación, la última de ellas de 1873, que le permitían competir en el mercado internacional con el salitre producido por Perú en Tarapacá. Además de la licencia de 1873, el artículo IV del Tratado de límites entre Bolivia y Chile de 1874 prohibía expresamente nuevos impuestos o el aumento de los existentes a las personas o empresas chilenas en la franja 23°S-24°S por el lapso de 25 años. En febrero de 1878 el gobierno impuso un nuevo impuesto a la CSFA, pero por la protesta del gobierno de Chile postergó su cobro hasta encontrar una solución acordada entre las partes. En diciembre, el gobierno de Hilarión Daza ordenó el cobro del impuesto. Cuando empresa se negó al pago sus bienes fueron confiscados y el 1 de febrero de 1879 Daza decretó la rescisión de las licencias de explotación. Chile consideró roto por Bolivia el tratado limítrofe y el 14 de febrero ocupó militarmente la franja (habitada en un 90% por chilenos) cedida a Bolivia por el tratado. Bolivia se negó a negociar con Chile hasta la desocupación de la franja.

## Misión de Lavalle
El gobierno de Perú, su Presidente Mariano Ignacio Prado, y el mismo Lavalle eran conscientes de su desventaja militar y de los imponderables peligros que esconde una guerra a la que serían arrastrados por el Tratado con Bolivia. Para cubrir sus intereses en la zona, el gobierno decidió ofrecer una mediación en el conflicto que amenazaba la paz en la región. El ministro de RR.EE. de Perú Manuel Yrigoyen Arias solicitó el 19 de febrero a José Antonio de Lavalle representar al Perú en un intento de Mediación entre ambos gobiernos. Para realzar la importancia de su misión se acordó nombrarle ministro plenipotenciario ya que hasta entonces existía en el país del sur solo un secretario de legación, Pedro Paz Soldán y Unanue, que hacía las veces de encargado de negocios interim.: 5  Ese mismo día Lavalle se entrevistó con el presidente de Perú.
El 22 concurrió junto a Yrigoyen a una reunión con el ministro plenipotenciario de Bolivia Zoilo Flores y el nuevo ministro de RR.EE. de Bolivia Serapio Reyes Ortiz, este último llegado a Lima con el fin de solicitar apoyo militar en la disputa, de acuerdo al Tratado de Alianza Defensiva (Perú-Bolivia) de 1873. Según Lavalle, ni Prado: 21  ni Yrigoyen: 21  ni Flores Ortiz: 13  hicieron durante las entrevistas mención alguna del Tratado Secreto, según Lavalle porque suponían que él lo conocía.: 21 
El 22 de febrero, con apenas tres días de preparación, embarcada en el Vapor Loa de la CSAV, salió del Callao la delegación que además de Lavalle la formaban su hijo Hernando de Lavalle, como agregado militar de la legación y Javier Melecio Casós: LVIII  como secretario de la misión.
Entre otros documentos oficiales, a Lavalle le fue entregado un pliego rotulado "Documentos reservados" que contenía el Tratado de Alianza con Bolivia.

### Llegada a Chile
A su arribo en el Loa el 4 de marzo, le esperaba en el puerto de Valparaíso el hijo del Presidente de Chile, el encargado de negocios Paz Soldán y un ayudante del intendente Eulogio Altamirano Aracena. Lavalle encontró una opinión pública adversa que mencionaba abiertamente la existencia de un tratado entre Perú y Bolivia; que consideraba su mediación solo una treta peruana para ganar tiempo y armarse mejor. Durante su estadía, el consulado de Perú en Valparaíso y en Antofagasta fueron atacados por manifestantes. En vista de la efervescencia en las calles del puerto, Lavalle continuó su viaje por tren a Santiago, adonde llegó esa misma noche.

### Condiciones
Es interesante ver que se estaba de acuerdo en que la verdadera causa no era el impuesto sino el dominio "real" sobre la franja. 
Lavalle presentó el 11 de marzo a Aníbal Pinto las siguientes condiciones para una mediación peruana:: 70 
1. Retiro de las fuerzas chilenas de la franja ocupada
2. Administración neutral bajo el protectorado de Bolivia, Chile y Perú
3. Arbitraje no sobre si Bolivia había obrado conforme a derecho al imponer un impuesto sino sobre si Bolivia tenía derecho a la posesión real de la franja.[1]: 64
4. Repartición de los ingresos fiscales de la franja entre Bolivia y Chile

Pinto rechazó la primera. Que eran territorios chilenos por derecho y por la población que en ellos vivía, más aún, razones de política interna le impedían siquiera mencionar públicamente una desocupación. Lavalle repuso que razones de fundamento similar eran aducidas por Bolivia para exigirlas.
En diversas reuniones con Pinto, Fierro y Santa María se buscaron soluciones como una indemnización para Bolivia, convertir la franja en una zona económica como la Liga Hanseática: 69, 97 , dejar pasar el tiempo y esperar lo mejor: 78  y también un viaje de Santa María a Lima. También se trataron los temores chilenos sobre la existencia de un tratado secreto, los aprestos bélicos: 78  y la actitud de Perú si estallaba la guerra, los temores peruanos de que Chile pretendía hacer de Mejillones el Gibraltar del Pacífico sur,: 94  la repetición de la captura de los barcos peruanos en la guerra de 1836.: 94  y la amenaza de una alianza entre Bolivia y Chile.: 102 
También el representante argentino Mariano de Sarratea intentó participar en las negociaciones, pero fue rechazado por Chile.: 86–87 
El 17 de marzo Godoy inquirió al ministro de RR. EE. en Lima si permanecería neutral en caso de guerra entre Chile y Bolivia.: 118 
El 18 de marzo se conoció en Chile la declaración de guerra de Bolivia a Chile del 1 de marzo. Esta declaración, hecha por un país sin naves de guerra y un ejército de armas anticuadas, cuyos territorios a defender estaban a 15 o 16 días de marcha por lugares inhóspitos tenía la intención no de iniciar una guerra, sino de impedir a Chile la compra de armas en el exterior por las leyes de neutralidad y la de contravenir las gestiones del gobierno peruano para conservar la paz.: 84–85 
El 21 de marzo Pinto hizo presente a Lavalle una oferta de solución:
1. Permanecer en el statu quo (es decir ocupación chilena) sin derivar de él derechos
2. Retrotraer la discusión al estado en 1866
3. Arbitraje sobre dominio real y una declaración peruana de neutralidad

Posteriormente Pinto agregó la promesa, en caso de un arbitraje favorable a Chile, de no fortificar Antofagasta y celebrar un convenio que regulase la competencia en la venta del salitre.: 98 
El 24 de marzo Pinto comunicó a Lavalle que Perú era un mediador armado y próximo a ser beligerante y como tal cualquier proposición suya tenía el carácter de conminatoria y que había ordenado al ministro plenipotenciario en Lima Joaquín Godoy Cruz exigir una declaración de neutralidad al gobierno del Perú.
En la tarde del 24 llegó hasta Lavalle José Victorino Lastarria conocido panamericanista que propuso, en forma personal, un principio de arreglo que a la propuesta de Lavalle le cambiaba el arbitraje por una conferencia en Lima y suspendía la expulsión de chilenos de Bolivia y los preparativos bélicos en los tres países. Lavalle se declaró conforme, pero la propuesta fue rechazada por el gabinete de Pinto.

### Perú hace público el tratado
Previendo el desenlace, Perú y Chile continuaban sus aprestos militares. Chile decretó el 26 de marzo doblar las plazas de su ejército y enviar su flota al norte. A partir de entonces ya las compras militares chilenas se debían hacer burlando los controles oficiales en Europa. Perú envió el 7 de marzo 700 hombres, una batería de artillería y 1.000 fusiles a Iquique, que fueron reforzados por 1.000 hombres llegados el 26 de marzo.
El día 26 de marzo Pinto comunicó a Lavalle que al ministro plenipotenciario de Chile en Perú le había sido confirmado por parte del presidente de Perú que existía un tratado secreto. Tras esa noticia, Lavalle dio por terminada su misión en Chile.
Perú no era neutral, como Lavalle dijo, no debía, no podía, ni quería serlo.: 102  Solo el 30 de marzo recibió Lavalle instrucciones de su gobierno que él había solicitado el 7 de marzo sobre su actitud frente a preguntas sobre el tratado secreto. Ese día Lavalle comunicó a Fierro el contenido del tratado.: 118–120 
El Consejo de Estado de Chile aprobó el 1 de abril solicitar al Congreso una declaración de Guerra a Perú y a Bolivia. El Congreso la aprobó el 2 de abril. Acompañado de Patricio Lynch, Lavalle viajó a Valparaíso el 4 de abril, donde permaneció a bordo del vapor Liguria una noche. El día 5 de abril, se trasladó al vapor Ayacucho con el cual hizo su viaje de regreso a Perú.. El 16 de abril llegó a El Callao.

## Post-mediación
Una vez comenzada la guerra, Lavalle fue destinado a Brasil, volvió a Perú y fue arrestado por el gobierno de ocupación y desterrado a Chile. En 1883, autorizado por el gobierno chileno, volvió y participó en la negociación del Tratado de Ancón. 
Ambos acompañantes de Lavalle, su hijo Hernando y su secretario Javier Melecio Casós, murieron, el primero en la Batalla de Chorrillos y el segundo a consecuencia de heridas recibidas en ella.

## Análisis
El intento de mediación de Lavalle enfrentó dificultades insuperables, tanto que algunos la dieron for fallida antes de su partida: el tratado secreto, la declaración de guerra de Bolivia, la sospecha de ser una treta para solo ganar tiempo, la movilización popular a favor de la guerra y los preparativos militares en los tres países. 
Un tema inconcluso y controvertido es cuanto se sabía en Chile sobre el tratado secreto de los aliados. Por un lado lo anunciaban los periódicos chilenos, por otro lado el mismo Lavalle asegura que no lo conocía y de la publicación del tratado en Brasil y los EE. UU. no se han encontrado copias.
Los historiadores coinciden que tanto Aníbal Pinto como Mariano Prado estaban contra la guerra e hicieron lo que estuvo a su alcance para evitarla. También coinciden en que Hilarión Daza provocó una escalación con una política que ofendía a Chile y mermaba sus derechos.
La mediación se inscribe exactamente en los planes del pacto como los describe Edgardo Mercado Jarrín: crear un problema, buscar la mediación de Perú y Argentina, obligar a Chile a aceptar la oferta "armada" de los mediadores:

El plan que el gobierno peruano proponía, sobre la base de la triple alianza, era este: "interponer nuestros buenos oficios si las cosas llegaran a un rompimiento, y proponer que los puntos cuestionados se sometan a un arbitraje. Si los buenos oficios no fuesen aceptados, entonces hacerles comprender que asumimos el carácter de mediadores y que ligados como nos hallábamos, por un tratado, tendríamos que ayudar con nuestra fuerza si no se accedía a sujetarse a un arbitraje.
Edgardo Mercado Jarrín, Política y Estrategia en la Guerra de Chile, pág.28